# رودريغو منديز سيلفا
رودريغو منديز سيلفا (بالإسبانية: Rodrigo Méndez Silva)‏ هو مؤرخ وكاتب إسباني، ولد في 1606 في محافظة غواردا في البرتغال، وتوفي في 1670.